# Françoise Dupuis
Françoise Dupuis (Ukkel, 18 juli 1949) is een Belgische politica en minister voor de PS.

## Levensloop
Van opleiding licentiate in de Germaanse Filologie, werkte Dupuis als lerares. Ook was ze van 1988 tot 1994 nationaal coördinatrice voor de toepassing van de Europese richtlijnen betreffende het vrije verkeer van diploma's.
Zij was van 1982 tot 2018 gemeenteraadslid van Ukkel en was er van 1989 tot 1994 en van 2009 tot 2012 schepen. Als provincieraadslid van de provincie Brabant was zij van 1991 tot 1994 voorzitter van de provincieraad.
Van 1995 tot 2014 zetelde zij in het Brussels Hoofdstedelijk Parlement en van 1995 tot 1999 ook in het Parlement van de Franse Gemeenschap. Van 1997 tot 1999 was ze in het Brussels Hoofdstedelijk Parlement fractieleider voor haar partij en van 2009 tot 2014 was ze de voorzitter van dit parlement.
Van 1999 tot 2004 was ze tevens minister van Hoger Onderwijs en Wetenschappelijk Onderzoek in de Franse Gemeenschapsregering, waarna ze van 2004 tot 2009 staatssecretaris van Huisvesting en Stedenbouw was in de Brusselse Hoofdstedelijke Regering.
Ze is de ex-vrouw van de in 2018 overleden PS-politicus Philippe Moureaux.